# 소대관
소대관(蕭大款, 520년대 ~ ?)은 중국 남북조 시대 양나라의 황족이다. 자는 인사(仁師)고, 간문제의 셋째 아들이다.

## 생애
처음에 석성현공(石城縣公)에 봉해졌고, 식읍 1500 호를 받았다. 중서시랑(中書侍郞)이 되었다.
549년에 간문제가 황제로 즉위하니, 그해 7월 18일에 강하군왕(江夏郡王)으로 진봉되었고 식읍 2천 호를 받았다.
550년 6월에 소대관은 동생인 소대성, 소대봉과 함께 강릉(江陵)에서 승제(承制)하고 있던 소역에게 달아났다. 그해 10월 10일에 소역에 의해 임천군왕(臨川郡王)으로 개봉되었고, 식읍 2천 호를 받았다. 이후에 중위장군(中衛將軍)이 되었다.
554년에 강릉이 함락되고 원제가 살해되자, 다시 수도인 건강으로 달아났다.
556년 3월 1일에 개부의동삼사(開府儀同三司)가 되었고, 이후의 사적은 알 수 없다.